# 天壇仿石蟹
天壇仿石蟹（学名：Paralomis arae）为石蟹科仿石蟹屬下的一个种。